# 빅커스 벌컨
빅커스 벌컨(Vickers Vulcan)은 1920년대 영국에서 만들었던 단발 프로펠러 여객기로 총 9대가 만들어졌다. 주 사용자는 제국항공의 전신중 하나인 인스턴 항공사와 콴타스 항공사이다. 빅커스 비미 여객기 형에서 디자인을 물려받았다.
콴타스와 제국항공이 발주한 기체 코드 넘버는 G-EBBL(인스톤이 발주했으나 제국항공에게 넘어갔고 폐기됨) G-EBDH, G-EBEA, G-EBEK, G-EBEM, G-EBES, G-EBFC, G-EBLB가 있다.

## 종류
인스턴 항공사는 총 3대를 발주하였다.
- 61형 - 첫 생산 버전
- 63형 - 61형 기반의 화물판
- 74형 - 450 hp 네피어 라이언 엔진으로 업그레이드된 버전